# Fasciolariinae
Fasciolariinae is een onderfamilie van weekdieren uit de klasse van de Gastropoda (slakken).

## Geslachten
- Africolaria Snyder, Vermeij & Lyons, 2012
- Aurantilaria Snyder, Vermeij & Lyons, 2012
- Australaria Snyder, Vermeij & Lyons, 2012
- Bellifusus Stephenson, 1941 †
- Boltenella Wade, 1917 †
- Calkota Squires & Saul, 2003 †
- Cinctura Hollister, 1957
- Conradconfusus Snyder, 2002 †
- Cryptorhytis Meek, 1876 †
- Drilliovoluta Cossmann, 1925 †
- Drilluta Wade, 1916 †
- Fasciolaria Lamarck, 1799
- Filifusus Snyder, Vermeij & Lyons, 2012
- Fusilaria Snyder, 2013
- Granolaria Snyder, Vermeij & Lyons, 2012
- Haplovoluta Wade, 1918 †
- Hercorhyncus Conrad, 1869 †
- Hyllus Wade, 1917 †
- Kilburnia Snyder, Vermeij & Lyons, 2012
- Lamellilatirus Lyons & Snyder, 2008
- Latirus Montfort, 1810
- Leucozonia Gray, 1847
- Liochlamys Dall, 1889 †
- Lirofusus Conrad, 1865 †
- Lugubrilaria Snyder, Vermeij & Lyons, 2012
- Mariafusus Petuch, 1988 †
- Micasarcina Squires & Saul, 2003 †
- Microcolus Cotton & Godfrey, 1932
- Mylecoma Squires & Saul, 2003 †
- Odontofusus Whitfield, 1892 †
- Opeatostoma Berry, 1958
- Parafusus Wade, 1918 †
- Perse B. L. Clark, 1918 †
- Piestochilus Meek, 1864 †
- Plectocion Stewart, 1927 †
- Pleuroploca P. Fischer, 1884
- Pliculofusus Snyder, Vermeij & Lyons, 2012 †
- Polygona Schumacher, 1817
- Serrifusus Meek, 1876 †
- Skyles Saul & Popenoe, 1993 †
- Terebraspira Conrad, 1862 †
- Trichifusus Bandel, 2000 †
- Triplofusus Olsson & Harbison, 1953
- Turrilatirus Vermeij & M. A. Snyder, 2006
- Wadia Cossmann, 1920 †
- Whitneyella Stewart, 1927 †
- Woodsella Wade, 1926 †